# ボストーク4号
ボストーク4号（ボストーク4ごう）は、ソビエト連邦の1962年の宇宙計画。ボストーク3号の後にパベル・ポポビッチを乗せて打ち上げられた。目標は同時に2機の有人宇宙船を軌道に乗せることであった。両機は互いに5kmの距離まで近づき、人類初の宇宙での交信を行った。
計画はおおむね予定通りに進んだ。しかしボストークの生命安全装置が機能不全を起こし、船内温度が10度下がったと表示された。これは地上管制塔の誤解だったが、飛行は早くに終えられた。しかし、この帰還はポポビッチが早く帰還することを頼んだためと信じられた。
再突入に使用されたカプセルは現在モスクワのズヴェズダ博物館に展示されている。しかしこれは改修されたボスホート2号のものであると思われる。

## メンバー
- 乗組員 パベル・ポポビッチ
- 予備員 ウラジーミル・コマロフ

## 打ち上げ時刻・着陸時刻
- 打ち上げ
  - 1962年8月12日 08:02:33(UTC)
  - 打ち上げ位置 バイコヌール宇宙基地 LC1
- 着陸
  - 1962年8月15日 06:59(UTC)
  - 着陸位置 48°9′N, 71°51′E